# Sandavágurs kommun
Sandavágurs kommun är en tidigare kommun på Färöarna. Den ingår sedan kommunreformen 2009 i den nybildade Vágars kommun.
Sandavágs kommuna omfattade endast centralorten Sandavágur.